# Jarosław Stancelewski
Jarosław Stancelewski (ur. 11 maja 1974 w Jaworze) – polski siatkarz, były reprezentant kraju, grający na pozycji środkowego.
Od sezonu 2020/2021 jest komisarzem meczów Tauron Ligi kobiet, Tauron I ligi i PlusLigi mężczyzn.

## Życie prywatne
29 czerwca 2002 roku ożenił się z Joanną, absolwentką wrocławskiej Akademii Wychowania Fizycznego i nauczycielką wychowania fizycznego w jednej z nyskich szkół. Jego syn Szymon, również jest siatkarzem i jest zawodnikiem Akademii Talentów Jastrzębskiego Węgla, tak i jego córka Julia, która jest siatkarką Volleyball Wrocław.

## Kariera klubowa
Karierę siatkarską rozpoczął w wieku 18 lat w Ikarze Legnica. W 1996 roku zdobył ze Stalą Nysa Puchar Polski, a dwa lata później sięgnął po brązowy medal mistrzostw kraju. W 1998 roku przeszedł do Czarnych Radom. Z radomianami wywalczył ponownie puchar Polski (1999). W latach 2001–2005 był zawodnikiem Mostostalu Azoty Kędzierzyn-Koźle. W barwach kędzierzyńskiej drużyny dwukrotnie sięgnął po mistrzostwo kraju (2002, 2003), zdobył trzeci w swojej karierze Puchar Polski i zaliczył występy w dwóch edycjach finałowych Ligi Mistrzów, plasując się w Opolu na czwartym miejscu i zdobywając w Mediolanie brązowy medal. Od 2003 roku zmagał się z kontuzją kolana. W sezonie 2003/2004 po jej wyleczeniu wrócił na boisko. Podczas treningów kolano zaczęło ponownie puchnąć. Zawodnik poddał się artroskopii i tym samym nie uczestniczył w meczach pierwszej części następnego sezonu. Zaczął powoli wracać na parkiet w rundzie rewanżowej. Zaliczył udany występ przeciwko Pamapolowi AZS Częstochowa w Kędzierzynie. Wówczas, mimo kontuzji pachwiny, był jednym z najlepszych zawodników kędzierzynian. Po zakończeniu sezonu 2004/2005 klub nie przedłużył ze Stancelewskim kontraktu. W zespole pojawili się trzej nowi środkowi: Damian Domonik, Tomáš Kmeť i Aleksander Januszkiewicz. Mostostalu nie stać było na czwartego zawodnika na tej pozycji. Potem, 2005/2006, reprezentował barwy AZS-u PWSZ Nysa. W latach 2006–2009 był graczem Trefla Gdańsk. W sezonie 2009/2010 rozpoczął grę w pierwszoligowym Orle Międzyrzecz. Od sezonu 2010/2011 był zawodnikiem AZS-u PWSZ Nysa, natomiast od sezonu 2014/2015 jest środkowym UKS-u Mickiewicz Kluczbork.

### Sukcesy
Puchar Polski:
- 1996, 1999, 2002

Mistrzostwo Polski:
- 2002, 2003
- 1998

Liga Mistrzów:
- 2003

Mistrzostwo I ligi:
- 2008, 2012
- 2006

## Kariera reprezentacyjna
Pierwsze powołanie do kadry narodowej otrzymał w 1999 roku. W styczniu 2000 roku w barwach reprezentacji Polski wystąpił w turnieju kwalifikacyjnym do Igrzysk Olimpijskich. W decydującym spotkaniu z zespołem uległ Serbom. Z polskim zespołem wywalczył 5. lokatę na mistrzostwach Europy 2001. W 2002 roku brał udział w turnieju Ligi Światowej oraz w mistrzostwach świata w Argentynie. Kontuzje uniemożliwiły mu dalszą gry w reprezentacji. Rozegrał w niej 80 meczów w latach 1999–2002.